# Malta (Montana)
Malta város az USA Montana államában, Phillips megyében, melynek megyeszékhelye is. Lakosainak száma 1860 fő (2020. április 1.).

## Népesség
A település népességének változása:

| 2010 | 1 997 |
| 2020 | 1 860 |